# 皮萊體育會
皮萊體育會（AS Pirae）是一家位於法屬玻里尼西亞大溪地島皮拉埃的足球會，是大溪地最成功的球隊之一，曾多次贏得大溪地甲組足球聯賽冠軍。
皮萊體育會於2006年打入大洋洲聯賽冠軍盃決賽，成為第一支打入大洋洲聯賽冠軍盃決賽的大溪地球隊。
由於2021年大洋洲聯賽冠軍盃受2019冠狀病毒病疫情而取消，皮萊體育會獲大洋洲足協提名參加2021年國際足協世界冠軍球會盃。最初獲大洋洲足協提名的是紐西蘭球會奧克蘭城，但奧克蘭城於2021年12月31日宣佈因受與COVID-19大流行導致的新西蘭邊境延遲開放及返回新西蘭後的強制隔離影響，退出世界冠軍球會盃。大洋洲足協隨後改而提名皮萊體育會參賽。。

## 榮譽

### 本土
大溪地甲組足球聯賽
 冠軍： (12) 1989, 1991, 1993, 1994, 2001, 2003, 2006, 2013–14, 2019–20, 2020–21, 2021–22, 2023−24
大溪地盃
 冠軍： (10)1970, 1980, 1984, 1994, 1996, 1999, 2000, 2002, 2005, 2023
大溪地超級盃
 冠軍： (3) 1996, 2021, 2022

### 國際
大洋洲聯賽冠軍盃
 亞軍： (2) 2006, 2024
太平洋法國領土盃
 冠軍： (2)2001, 2007
海外冠軍盃
 冠軍： (1)2002

## 資料來源
1. ↑   （页面存档备份，存于）, Fédération Tahitienne de Football
2. ↑  . Oceania Football Confederation. 31 December 2021  [7 January 2022]. （原始内容存档于2022-02-03）.